# Le fumiste
Le fumiste è un film del 1912 diretto da Gérard Bourgeois.
Film debutto dell'attore francese nel personaggio di Raimu.

## Trama
Una famiglia borghese si trova nel soggiorno di casa e viene disturbata dal fumo, che esce dal muro. Per questo inconveniente vengono chiamati Raimu e il suo aiutante, che demoliscono il muro per risolvere il problema.